# Балонет

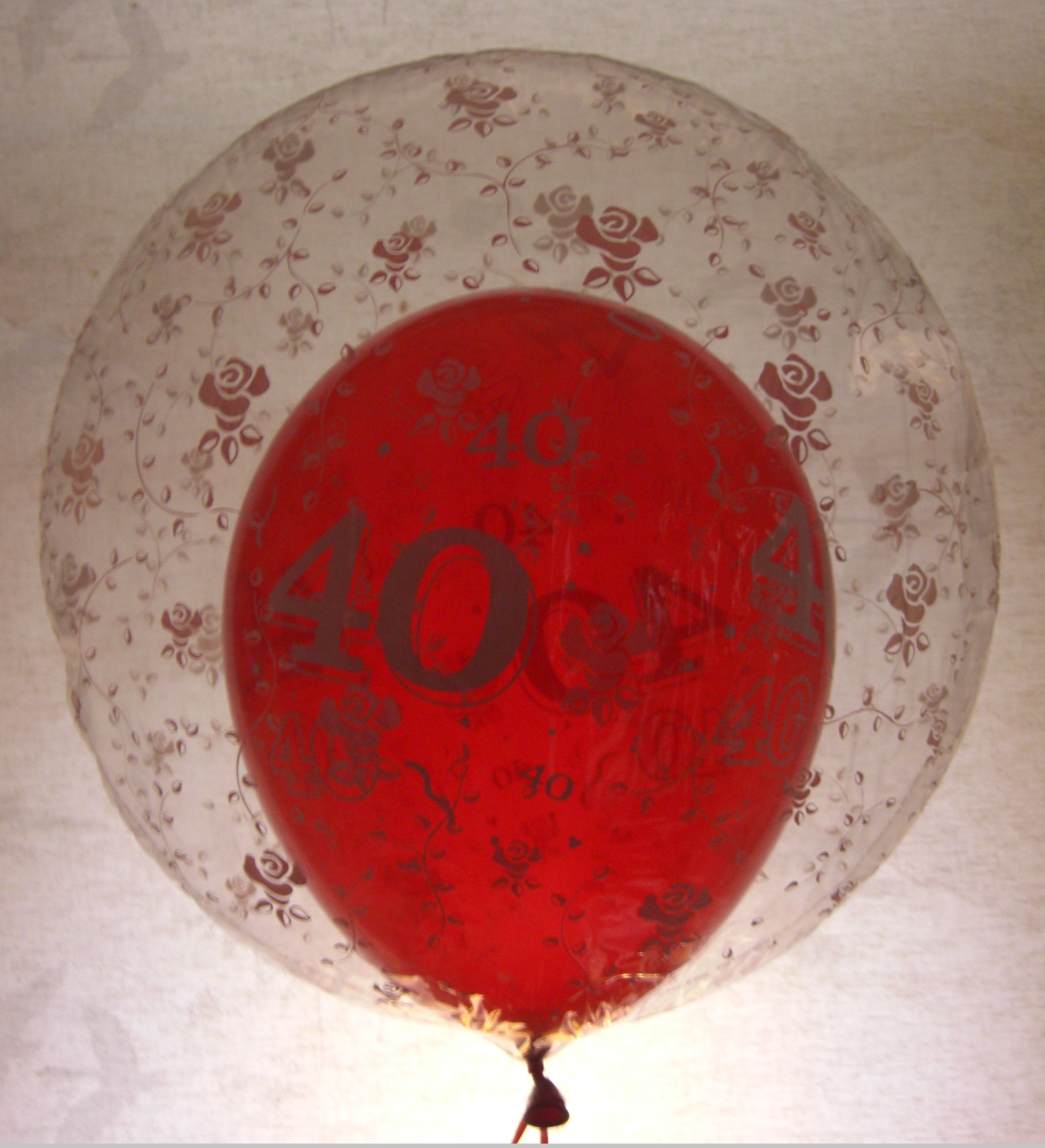
Балонет

Балонéт — невеликий внутрішній газонепроникний відсік, що знаходиться між газовою і зовнішньою оболонкою дирижабля.
У дирижаблях м'якої та напівжорсткої систем незмінність зовнішньої форми досягається надлишковим тиском газу-носія, постійно підтримуваним балонетамі — м'якими ємностями, розташованими всередині оболонки, в які нагнітається повітря. Наприклад, оболонка дирижабля «Італія» зсередини була розділена на вмістилище газу і балонет. У свою чергу вмістилище складалося з десяти відсіків, а балонет — з восьми.